# Omid Nazari
Omid David Nazari (in persiano: امید نظری; Malmö, 29 aprile 1991) è un calciatore iraniano con passaporto svedese e filippino, centrocampista dell'One Taguig.

## Biografia
È fratello maggiore di Amin Nazari.

## Caratteristiche tecniche
Ala destra, può giocare anche come esterno destro.